# Dover (Arkansas)
Pour les articles homonymes, voir Dover.
Dover est une ville américaine du comté de Pope, dans l’Arkansas. Lors du recensement de 2000, sa population s’élevait à 1 329 habitants (estimée à 1 340 en 2003).
On ne sait pas si la ville a été nommée en hommage à la ville britannique du même nom ou à Dover, Tennessee.

## Démographie
| Groupe          | Dover | Arkansas | États-Unis |
| --------------- | ----- | -------- | ---------- |
| Blancs          | 94,6  | 77,0     | 72,4       |
| Métis           | 2,0   | 2,0      | 2,9        |
| Autres          | 1,0   | 3,6      | 6,4        |
| Amérindiens     | 1,9   | 0,8      | 0,9        |
| Afro-Américains | 0,4   | 15,4     | 12,6       |
| Asiatiques      | 0,2   | 1,2      | 4,8        |
| Total           | 100,0 | 100,0    | 100,0      |
| Hispaniques     | 3,6   | 6,4      | 16,7       |

Selon l'American Community Survey, pour la période 2011-2015, 99,49 % de la population âgée de plus de 5 ans déclare parler l'anglais à la maison et 0,51 % une autre langue.
| 1880 | 1890 | 1900 | 1910 | 1920 | 1930 |
| ---- | ---- | ---- | ---- | ---- | ---- |
| 368  | 528  | 373  | 385  | 388  | 510  |

| 1940 | 1950 | 1960 | 1970 | 1980 | 1990  |
| ---- | ---- | ---- | ---- | ---- | ----- |
| 493  | 510  | 525  | 662  | 948  | 1 055 |

| 2000  | 2010  | - | - | - | - |
| ----- | ----- | - | - | - | - |
| 1 329 | 1 378 | - | - | - | - |

## Source
- (en) Cet article est partiellement ou en totalité issu de l’article de Wikipédia en anglais intitulé « Dover, Arkansas » (voir la liste des auteurs).

1. ↑  (en) « Dover, AR Population - Census 2010 and 2000 », sur censusviewer.com.
2. ↑  (en) « Population of Arkansas - Census 2010 and 2000 », sur censusviewer.com.
3. ↑  (en) « Language spoken at home by ability to speak English for the population 5 years and over », sur factfinder.census.gov.
4. ↑  « Statistiques des États-Unis - Arizona - Profils des comtés de 2010 » (consulté en novembre 2020)